# (5496) 1973 NA
(5496) 1973 NA es un asteroide que forma parte de los asteroides Apolo, descubierto el 4 de julio de 1973 por Eleanor F. Helin desde el Observatorio del Monte Palomar, Estados Unidos.

## Designación y nombre
Designado provisionalmente como 1973 NA.

## Características orbitales
1973 NA está situado a una distancia media del Sol de 2,435 ua, pudiendo alejarse hasta 3,983 ua y acercarse hasta 0,8864 ua. Su excentricidad es 0,635 y la inclinación orbital 67,99 grados. Emplea 1387,96 días en completar una órbita alrededor del Sol.

## Características físicas
La magnitud absoluta de 1973 NA es 16.